# 時間厳守
時間厳守（じかんげんしゅ、英語: Punctuality）とは、指定された時間までに要求されたタスクを完遂する、ないしは義務を果たすこと。類義語に時間通り（じかんどおり、英語: on time）、対義語に遅刻・遅延がある。
文化圏ごとに時間厳守に対する考え方には差が見られ、許容される遅れの程度は異なる。多くの文化では少々の時間の遅れは許容され、例えば西洋文化は病院の予約時間や学校の授業時間を除き、おおよそ30分 - 1時間程度は許容範囲である。一方軍隊の文化は時間厳守がより徹底して求められる。
アフリカ人の時間感覚のように一部の文化では、明言された締切と実際の締切が異なるという暗黙の了解がある。例えばこうした文化の下では、公式に発表された時間よりも1時間遅れて人々が現れる、と理解されることがある。この場合、「午後9時にパーティーが始まる」と伝えられたら、人々はみな午後10時から始まると理解するが、みなが午後10時に到着するので誰も困らないのである。
時間厳守に価値を持つ文化では、遅れるということは他人の時間に敬意を払わないと見なされるばかりか、場合によっては侮辱していると捉えられかねない。この場合、社会的な罰を課されることがあり、例えば会議の場では遅刻者は除外されることもありうる。このような考慮は、計量経済学において時間厳守の価値を、待ち行列理論において他者に対する遅れの効果を導く。

## 各国の状況

### イギリス
イギリスはヨーロッパの中でも時間厳守の国であると言われている。イギリスの時間厳守は「時間通り」を意味し、約束の時間より少し早めに着くのではなく、約束の時間ちょうどに現れることが時間を守るということを意味する。逆に時間より早く到着するのは先方に対して失礼という考えである。
一方、鉄道などの公共交通機関の遅延は常態化しており、それに対して苦情を申し入れる国民も少ない。15分程度の遅れであれば「時間通り」と見なされ、特に1対1の約束の場合はあまり厳密に時間を守らなくてもよい。またパーティーに招待された場合は、15分程度遅刻して行くのが「礼儀」である。

### ドイツ
ドイツにはPuenktlichkeit ist alles.（時間厳守がすべてである）という慣用句があるほど時間厳守が徹底している。一度契約を交わしたら何を置いても納期を守らなければならず、原則として変更は認められない。打ち合わせの開始時間も決められた時間通りである。更に終業時間通りに退社するのが通例で、無理して当日中に仕事を終わらせようとはせず、残業を前提とするような納期の契約は決して結ばない。

### 日本
日本では、時間厳守が社会人の常識とされている。取引先との約束がある場合、先方の受付に5分前には到着しておくのがビジネスマナーであるが、始業後すぐまたは昼休み明けの場合は先方の準備が整っていない可能性を考慮し、時間通りか1 - 2分程度遅れて行った方が良い、とする見解がある。また始業時間は出社時間ではなく業務を開始する時間であるので、出社は始業時間より早くすべきであり、遅刻が明らかになった時点で上長に連絡を入れることを求められる。ただし「出社してから業務を開始するまでの準備時間」は法的には「実労働時間」に含まれる。これらはマナー・礼儀ではなく労働基準法上の会社側の義務であり、賃金の換算と支払いは行わねばならない。また職場の清掃を上司が「命じた」場合も、実労働時間に含まれる。この場合も会社側は賃金を支払わねば違法行為となる。
一方、時間が厳守されないことが常態化しているものに終業時間が挙げられる。日本企業で終業時間通りに退社できる会社はほとんどなく、たとえ自分の仕事が終わっていても周囲に手伝える仕事がないか確認すべし、と指南するものもある。また契約締結後に納期に間に合わないことが発覚した場合、先方に誠意をもって説明すれば変更してくれるケースも多い。
また、日本での時間厳守は、主に偉い立場ではなく、低い立場の人間に対して要求されるため、年功序列制を加速させている一因ともいえる。
早く始めさせて、遅くに終わる、これが日本の時間厳守という言葉の認識である。
実際に例を挙げるならば、会社での労働、学校での遅刻の厳罰、居残りの強制、部活動の長時間化、などの社会生活以外でもこの習慣は影響を及ぼしている。
近年問題視されているブラック部活の一例として、予定の時間に終了しないなどがある。
沖縄県では待ち合わせに時間通りに集まらないことが多く、またそれをとがめることも少ない「ウチナータイム」と呼ばれる習慣が根付いている。